# Motyle (singel Sylwii Grzeszczak)
Motyle – singel polskiej piosenkarki Sylwii Grzeszczak. Singel został wydany 5 stycznia 2024.
Kompozycja znalazła się na 1. miejscu listy OLiA, najczęściej odtwarzanych utworów w polskich rozgłośniach radiowych. Nagranie otrzymało w Polsce status platynowego singla, przekraczając liczbę 50 tysięcy sprzedanych kopii.

## Geneza utworu i historia wydania
Utwór napisali i skomponowali Marcin Piotrowski i Sylwia Grzeszczak, natomiast za produkcję piosenki odpowiada Tabb. Piosenkarka o singlu:

»Motyle« to nie tylko piosenka – to emocjonalna podróż, która zabrać Was może w najgłębsze zakamarki uczuć. Ten utwór, pełen metaforycznych obrazów motyli symbolizujących nadzieję i odrodzenie oraz igieł odzwierciedlających ból i smutek. To prawdziwy uczuciowy rollercoaster.

Singel ukazał się w formacie digital download 5 stycznia 2024 w Polsce za pośrednictwem wytwórni płytowej SG Media w dystrybucji Warner Music Poland.
19 sierpnia 2024 piosenka została zaprezentowana telewidzom stacji TVN podczas koncertu Gorączka sopockiej nocy na Top of the Top Sopot Festival 2024.

## „Motyle” w stacjach radiowych
Nagranie było notowane na 1. miejscu w zestawieniu OLiA, najczęściej odtwarzanych utworów w polskich rozgłośniach radiowych.

## Lista utworów
- Digital download[3]

1. „Motyle” – 2:55

## Notowania
| Kraj   | Lista (2024)             | Najwyższa pozycja |
| ------ | ------------------------ | ----------------- |
| Polska | Billboard Poland Songs   | 4                 |
| Polska | OLiS – single w streamie | 5                 |

| Kraj   | Lista (2024)                   | Najwyższa pozycja |
| ------ | ------------------------------ | ----------------- |
| Polska | OLiS – oficjalna lista airplay | 1                 |

| Kraj   | Lista (2024)                   | Pozycja |
| ------ | ------------------------------ | ------- |
| Polska | OLiS – single w streamie       | 28      |
| Polska | OLiS – oficjalna lista airplay | 10      |

## Certyfikaty
| Kraj          | Certyfikat      | Sprzedaż |
| ------------- | --------------- | -------- |
| Polska (ZPAV) | platynowa płyta | 50 000+  |

## Wyróżnienia
| Rok  | Konkurs                  | Kategoria                   | Rezultat    |
| ---- | ------------------------ | --------------------------- | ----------- |
| 2024 | Gorąca 100               | 100 największych hitów 2024 | 61. miejsce |
| 2024 | Przebój roku RMF FM 2024 | Przebój roku                | 19. miejsce |